# Porcelain
"Porcelain" is een nummer van de Amerikaanse producer Moby. Het nummer verscheen op zijn album Play uit 1999. Op 12 juni 2000 werd het nummer uitgebracht als de zesde single van het album.

## Achtergrond
"Porcelain" is geschreven, geproduceerd door Moby zelf en is opgenomen in zijn appartement in Little Italy in Manhattan, New York. Het nummer bevat samples uit het nummer "Fight for Survival" uit de film Exodus uit 1960. Naast de leadzang door Moby is sessiemuzikant Pilar Basso verantwoordelijk voor de additionele zang.
Moby werd geïnspireerd om "Porcelain" te schrijven naar aanleiding van zijn eigen persoonlijke ervaringen. In een interview met het tijdschrift Billboard vertelde hij: "Ik kende een zeer, zeer geweldige vrouw, en ik hield heel veel van haar. Maar ik wist diep in mijn hart dat het geen zin had voor ons om een romantische relatie aan te gaan. Dus eigenlijk gaat het over het verliefd zijn op iemand, maar je weet dat je niet met diegene samen moet zijn." In eerste instantie vond Moby het geen goed nummer; hij noemde zijn productie "slap" en zijn stem "zeer zwak". Hij legde het nummer neer als "gemiddeld" en herinnerde zich later dat hij zich "niet kon voorstellen dat iemand anders ernaar wilde luisteren". Desondanks werd hij door zijn manager overtuigd om het nummer uiteindelijk op Play te zetten.
"Porcelain" werd, net zoals alle andere nummers van Play, gebruikt in diverse commercials, televisieprogramma's en films ter promotie van het album. Het nummer werd gebruikt in de film The Beach uit 2000 en in commercials voor onder anderen de Volkswagen Polo, Bosch en France Télécom. Het werd uiteindelijk een van de meest succesvolle singles van het album met een vijfde plaats in het Verenigd Koninkrijk als hoogste notering. In andere Europese landen werd het een minder grote hit, alhoewel het in Polen en Ierland wel respectievelijk de veertiende en 26e plaats behaalde. In Canada kwam het niet verder dan de vijftigste plaats, terwijl het in de Verenigde Staten de Billboard Hot 100 in zijn geheel niet haalde; wel kwam het terecht in de lijsten Adult Alternative Songs, Adult Top 40, Alternative Songs, Dance Club Songs en Dance/Electronic Singles Sales. In Nederland behaalde de single respectievelijk de dertigste en 68e plaats in de Top 40 en de Mega Top 100, terwijl het in Vlaanderen de Ultratop 50 niet haalde en bleef steken op de vierde plaats in de Tipparade. De tabloidkrant The Village Voice zette het nummer op de 56e plaats in hun lijst van de beste singles van 2000, terwijl het tijdschrift Q het in 2003 op de 253e plaats zette in hun lijst van de 1001 beste nummers ooit.
Er werden twee videoclips gemaakt voor "Porcelain". In de eerste versie, geregisseerd door Jonas Åkerlund, is voornamelijk een close-up van een mensenoog te zien; op het oog worden tijdens de clip verschillende beelden geprojecteerd, waaronder Moby die het nummer zingt, lachende mensen en een piano die bespeeld wordt. In de tweede versie, geregisseerd door Nick Brandt, zit Moby op de achterbank van een auto zonder chauffeur terwijl het door een stad en over een snelweg rijdt en verschillende mensen tegenkomt. De auto maakt uiteindelijk een afslag naar links en rijdt door een bos, langs vee en uiteindelijk over een heuvel naar beneden.
Remixes werden gemaakt door Rob Dougan, Torsten Stenzel en Futureshock.

## Hitnoteringen

### Nederlandse Top 40
| Hitnotering: 24-06-2000 t/m 01-07-2000 | Hitnotering: 24-06-2000 t/m 01-07-2000 | Hitnotering: 24-06-2000 t/m 01-07-2000 | Hitnotering: 24-06-2000 t/m 01-07-2000 |
| Week                                   | 1                                      | 2                                      |                                        |
| -------------------------------------- | -------------------------------------- | -------------------------------------- | -------------------------------------- |
| Positie                                | 30                                     | 36                                     | uit                                    |

### Mega Top 100
| Hitnotering: 17-06-2000 t/m 29-07-2000 | Hitnotering: 17-06-2000 t/m 29-07-2000 | Hitnotering: 17-06-2000 t/m 29-07-2000 | Hitnotering: 17-06-2000 t/m 29-07-2000 | Hitnotering: 17-06-2000 t/m 29-07-2000 | Hitnotering: 17-06-2000 t/m 29-07-2000 | Hitnotering: 17-06-2000 t/m 29-07-2000 | Hitnotering: 17-06-2000 t/m 29-07-2000 | Hitnotering: 17-06-2000 t/m 29-07-2000 |
| Week                                   | 1                                      | 2                                      | 3                                      | 4                                      | 5                                      | 6                                      | 7                                      |                                        |
| -------------------------------------- | -------------------------------------- | -------------------------------------- | -------------------------------------- | -------------------------------------- | -------------------------------------- | -------------------------------------- | -------------------------------------- | -------------------------------------- |
| Positie                                | 78                                     | 68                                     | 68                                     | 80                                     | 84                                     | 87                                     | 95                                     | uit                                    |

### NPO Radio 2 Top 2000
| Nummer met noteringen in de NPO Radio 2 Top 2000 | '14  | '15 | '16 | '17 | '18 | '19  | '20 | '21 | '22 | '23 | '24 |
| ------------------------------------------------ | ---- | --- | --- | --- | --- | ---- | --- | --- | --- | --- | --- |
| Porcelain                                        | 1028 | 928 | 908 | 902 | 893 | 1002 | 979 | 923 | 851 | 810 | 715 |

1. ↑  Een vetgedrukt getal geeft de hoogste notering aan.
2. ↑  2014 was het eerste jaar met een notering voor dit nummer.